# デモンズ4
『デモンズ4』（伊 - La Setta、英 - The Sect、The Devil's Daughter）は、1991年に公開されたイタリアのホラー映画。
『デモンズ』のダリオ・アルジェントがプロデュースし、『デモンズ3』同様、ミケーレ・ソアヴィが監督しているために第4作目の邦題がつけられているが、一連の『デモンズ』とは関連がない。主人公はアンチ・キリストの子を出産するために、カルト集団に利用され続けた女性である。

## ストーリー
1970年、南カリフォルニアで、キャンプ中のヒッピーグループが悪魔崇拝者デイモンとその一味によって惨殺された。女子供も殺害したデイモンは、死者の遺体を火にくべ、ルシファー（サタン）復活の儀式を行なう。
1991年のドイツのフランクフルトで、悪魔崇拝者の男マーティン・ロメロが裏切り者の胸から取り出した心臓を持ち歩く事件が起き、ロメロは警察に取り押さえられた隙に拳銃で自殺。悪魔を崇拝するセクトの活動が世界中で活発化しているとメディアは報道した。その頃、ゼーリゲンシュタットの田舎道を車で走る帰宅途中のアメリカ人教師ミリアム・クライスルは、浮浪者のような年配男性モービウス・ケリーを危うく轢きかける。病院へは行かなくて大丈夫だと話すモービウスを、ミリアムは家に招いて休養させることにした。その夜、モービウスは就寝中のミリアムの鼻腔に黒い虫を潜り込ませる。黒く大きな鳥に襲われる悪夢で目を覚ましたミリアムは、居間で瀕死状態のモービウスを見つけ、医者を呼びに出かける。家が留守になったのを見計らって、病気の芝居をしていたモービウスは地下へ降りて行き、大きな井戸の蓋を開いた後に息絶えた。
医師のフランク・ペルナスを連れ帰ったミリアムは、自分も知らなかった地下室の存在に驚きつつ、そこで死んでいるモービウスを見て動揺する。翌日、ミリアムの教え子サマンサの母親クレア・ハインツが行方不明になり、ミリアムがサマンサを車で屋敷に送って行くと、化石学者のクレアが見つけた1万年前の甲虫の絵が室内に飾られていた。それはモービウスがミリアムの鼻腔に入れたものと同じ虫だが、繁殖と悪魔を司るという、その虫の絵を見ているうちにミリアムは眩暈を起こして倒れる。ミリアムの友人キャサリンは、その虫は女性の鼻腔から人の脳に入り込み、幼虫を植えつけると話した後、悪魔の力に襲われ、恐怖に駆られて車で逃げ出した。キャサリンは性的に誘惑したトラック運転手に、自分をナイフで刺すよう要求して謎の自殺を遂げる。
死んだはずのモービウスの声で電話を受けたミリアムが怯えるため、フランクは彼が本当に死んでいることを確認しようと病院に向かうが、死体安置所にあるはずのモービウスの遺体は消えていた。フランクの叔母ペルナス医師は悪魔崇拝者のセクトの一員で、薬を盛って朦朧としているクレアとモービウスの遺体を車で森の中で運んでいた。ペルナスはデイモンとその仲間と共に、生きたままクレアの顔面から剥がした人面皮をモービウスの顔に貼りつけると、モービウスは蘇った。その儀式を物陰から見ていたフランクは、悪魔の呪縛にかかってミリアムを殺害しようとする。車で逃亡を試みるミリアムだったが、フランクの妨害で自動車が横転し、徒歩で自宅へ逃げ帰る。デイモンの仲間が邪魔者のフランクを始末しようとしたところ、車はガソリンの引火で大爆発した。
家に戻ってきたミリアムを居間で待ち受けていたモービウスは真実を話し始める。寄宿学校から大学、教職、住み家に至るまで、ミリアムの人生は悪魔崇拝のセクトが用意したものだという。今日は遂にミリアムが悪魔と交わりを持って子供を作る日で、全てはこの日のために準備されていたのだ。悪魔崇拝者のリーダーであるモービウスは、アンチ・キリストが産まれる記念すべき時を迎えて感極まる。ペルナスに注射を打たれて気を失ったミリアムは、自宅地下室で目を覚ます。井戸の中から現われた黒いコウノトリは羽ばたきながら人型のサタンに変化し、禍々しいほどに巨大な陰茎でミリアムに迫った。ミリアムは抵抗もせず、従順に巨根の挿入を受け入れると、官能の声をあげながらセックスを始める。ミリアムの体内にいた虫が産んだ卵はワームとなり、虫が湧いた首をコウノトリの嘴で突かれている幻覚を見ながら、彼女は性交中に失神してしまう。気が付くと、寝間着姿のミリアムは開脚した姿勢で縛りあげられ、地獄へ繋がる井戸の底へ降ろされるところだった。ペルナスは「9秒のような9カ月が過ぎ、痛みもなくすぐに終わる」と謎めいた言葉を囁き、ロープで宙吊りにされたミリアムは、井戸水の中に降ろされて行く。両親の顔も知らず天涯孤独な人生を送ってきたミリアムに、モービウスは自分が父親だと告げ、これから息子を授けると言った。
月食で月が欠けてくると、悪魔の精液で受精したミリアムの肉体は、ウラシマ効果により短時間で妊娠満期に達する。産気づいたミリアムの叫び声を聞いたモービウスが井戸の底を覗き込むと、首から上を水面に出した彼女は、セクトの一員である3人の助産婦の介助を受けて経膣分娩を行なっている最中だった。ミリアムの水中の寝巻をたくしあげた助産婦が、膣内から強く押し出すよう促すと、月食の進行と共に羊膜に包まれた大きな胎児がミリアムの性器の中から現われる。助産婦のひとりは、絶叫するミリアムの股間から新生児が入った白い羊膜と胎盤を引き出し、頭上のモービウスに娩出の成功を報告した。
出産を終えたミリアムは再び吊り上げられ、新しい衣服を着せられた後、先ほど自分が産んだ子と対面する。モービウスはセクトの仲間に入って子供の母になるか、ミリアムに選択の機会を与える。悪魔とセックスをして子供を作ったこと、モービウスが自分の父だったことなど、多くの混乱で呆然としているミリアムを気遣うペルナスは、今日という記念日を忘れられなくなるだろうと慰めるも、ミリアムはそんな彼女を井戸の底へ突き落した。モービウスの腕から子供を奪って駆けだしたミリアムは、そのまま燃えさかる車の炎の中に飛び込み、赤子を守ろうとしたモービウスもろとも火に包まれた。翌朝、鎮火作業にあたる消防士が炭化した2体の焼死体に水流を吹き付けると、溶けて崩れた炭の中から全裸のミリアムが現われた。ミリアムは空を見上げ、自分を愛してくれた子供が身を守ってくれたのだろうと思った。

## キャスト
※吹替の項は、イタリア公開時の声優
- ミリアム・クライスル - ケリー・カーティス[1]/吹替：クリスティーナ・ボラスキ（イタリア語版）
- モービウス・ケリー - ハーバート・ロム[1]/吹替：セルジオ・グラツィアーニ（イタリア語版）
- フランク・ペルナス - ミシェル・ハンス・アダッテ[2]/吹替：ロベルト・シュヴァリエ（イタリア語版）
- デイモン - トーマス・アラナ[3]/吹替：アレッサンドロ・ロッシ（イタリア語版）
- ペルナス医師 - カーラ・カッソーラ[1]/吹替：ミランダ・ボナンシー（イタリア語版）
- キャサリン - マリアンジェラ・ジョルダーノ（英語版）[3]
- クレア・ハインツ - アンジェリカ・マリア・ボーク[2]
- マーティン・ロメロ - ジョバンニ・ロンバルド・ラディス（英語版）[3]
- ジョナサン・フォード - ドナルド・オブライエン[1]
- ミリアムの助産婦 - ジョヴァンナ・ロッテリーニ[3]
- ミリアムの助産婦 - キアナ・マンコリ[3]
- テレビのマジシャン - ミケーレ・ソアヴィ（英語版）[3]

## スタッフ
- 監督 - ミケーレ・ソアヴィ[1]
- 製作 - ダリオ・アルジェント[1]、マリオ・チェッキ・ゴーリ[3]、ヴィットリオ・チェッキ・ゴーリ（イタリア語版）[3]
- 製作総指揮 - アンドレア・ティニレロ[3]
- 脚本 - ダリオ・アルジェント[1]、ミケーレ・ソアヴィ[1]、ジャンニ・ロモリ（イタリア語版）[3]
- 撮影 - ラファエル・メルテス[1]
- 音楽 - ピノ・ドナッジオ[1]
- 美術 - マッシモ・アントネッロ・ゲレング（イタリア語版）[3]
- 衣装デザイン - ヴェラ・コッツォリーノ[3]
- 特殊効果 - マッシモ・クリストファネッリ[3]
- アニマトロニクス - セルジオ・スティヴァレッティ[3]
- 視覚効果 - アルド・マフェラ[3]
- 特殊メイク - バーバラ・モロセッティ[3]、ロザリオ・プレストピノ[3]

## 製作
当初この映画は、ジャンニ・ロモリの脚本とルカ・ヴェルドネ監督で、ラテン語で地下墓地を意味する『Catacumbis』という仮題で企画が進んでいた。プロデューサーのダリオ・アルジェントはこのタイトルが気に入らず、『La Setta』にタイトルを変更したが、内容が固まらないままヴェルドネは別の仕事に移ってしまった。アルジェントは旧知の間柄であるミケーレ・ソアヴィに、監督と脚本を依頼した。ソアヴィはアルジェントと脚本担当のロモニと共にストーリーを1から作り直し、ケルト神話と魔術をテーマにした脚本を書いた。アルジェントは米国に長期滞在していた頃に不快感を抱いた、セクト教団“マンソン・ファミリー”による凶悪犯罪「チャールズ・マンソン事件」の要素を入れたいと言ったが、それでは話の収集が付かなくなるため、ロモニが物語全体の骨子を考え、ソアヴィとアルジェントのアイデアを採り入れた脚本を書いた。
完成した脚本をもとに、映画は1990年9月から11月にかけて撮影が行なわれた。主人公ミリアムを演じるケリー・カーティスの両親はトニー・カーティスとジャネット・リーで、妹はホラー映画『ハロウィン』シリーズで有名なジェイミー・リー・カーティスだった。ケリーは他の女優なら断るようなことも、スタントなしで自ら演じたという。ケリーは『デモンズ4』の撮影に入る前に、ソアヴィの監督作『アクエリアス』と、アルジェントの『サスペリア』を観て、2人の映画の雰囲気を掴むようにした:51。
ソアヴィは「超自然的な事象が起こる原因の井戸をどこかに入れなければならなかった。今まで地獄と繋がる井戸のアイデアを自分の映画で使う機会がなかったので、『デモンズ4』で採り入れることにしました。私が『デモンズ3』で一番気に入っているのは、悪魔が解き放たれた大聖堂の暗い地下室のシーンなんです」と語った。井戸のシーンは、ローマのデ・パオリス・スタジオに作られたセットで撮影した。ソアヴィは『デモンズ3』は製作に苦労したと話し、撮影スケジュールの遅延からアルジェントは常にイライラし、そのせいで編集中もソアヴィは気が休まらなかった。「そこへいくと『デモンズ4』は前よりもリラックスして撮っています。ダリオ（アルジェント）がセット内にいても気になりませんし、彼が撮影クルーにプレッシャーをかけるようなことは、もうしないだろうと感じました」とソアヴィは語り、アルジェントはラッシュフィルムを観て、その仕上がりに満足した:50。
これまでアルジェントの製作でソアヴィが監督してきた映画ポスターは、プロデューサーのアルジェントの名前が大きくデザインされ、その下に小さく控えめにソアヴィの名が載っていたが、それが辛かったという。ソアヴィは『デモンズ4』の撮影中、「この映画が終わった後は、もっと自分を真剣に受け止めてくれる現場に行きたいな。他のプロデューサーのための仕事をしたい。上からあれをやれ、これをやれと言われるのではなく、アーティストとして成長できるよう、自分のための企画がやりたいんだ」と話し、アルジェントと共同で映画を作るのは、今回が最後になるかのような発言をした:51。
映画の公開から5年後、ドイツのメディアでインタビューを受けたソアヴィは、仕事でアルジェントと組まなくなったのは何故か？ と質問を受けた。「『デモンズ4』の後、ダリオと袂を分かちたいと思いました。彼から大きな影響を受けたということはありませんが、それでも肩に重荷を感じていました」と話し、以下のように続けた。「ダリオから新しい仕事の誘いも受けましたが、断りました。今まで仕事の上でもプライベートでも意見の相違はありました。でも映画で組まなくなったから、もう友人じゃないってわけではないですよ」。

## 公開
完成した映画は1991年3月1日にイタリアで公開された。アメリカでは同年10月15日から僅かな劇場での限定公開に留まり、正当な評価を得られなかった。その一方で、「この映画を最後まで観るには、それなりのオープンマインドと多大な忍耐力を要するかも知れないが、見終えた後はきっと何度も見返したくなるに違いない」と、ソアヴィの演出力を誉める声もある。
なおミリアムが子供を産み出す終盤のシーンで、胎児が羊膜に包まれて性器の中から出てくるのは、『THEATER OF GUTS』の映画評に書かれているように、海外の民間伝承“カウル”に基づくもの。通常は妊婦の陣痛と共に破水して羊水が溢れ出るが、羊水が入ったゼリー状の羊膜に包まれた状態で新生児が娩出されるケースは80,000件に1件未満の確率とされ、それ故に幸運や奇蹟で守られている特別な子、祝福された子と考えられていた。
『デモンズ4』は1991年9月、カナダで開催されたトロント国際映画祭や、同じくカナダ最大の映画祭であるシネフェスト・サドベリー国際映画祭でも上映された。アメリカでは1992年1月にビデオ化され、日本では1992年4月に、徳間ジャパンコミュニケーションズよりVHSソフトが発売された。

## 評価
レビューアグリゲーターのRotten Tomatoesでは、5件の批評家レビューに基づいて、60％の支持率を集めた。『Cinema Dual』のクリスは、アルジェントが見出した監督ミケーレ・ソアヴィの演出手腕を絶賛し、『アクエリアス』も『デモンズ3』も楽しんだので、『デモンズ4』も応援できる最高の完成度だと好評価を寄せた。「一応警告しておくと、『デモンズ4』には大きなコウノトリが主人公ミリアムを妊娠させる場面があります。ソアヴィ監督は、巨大なホースとしか形容しようがない長く大きな陰茎を股に下げた悪魔の影と、鳥が羽ばたきながらミリアムの股間で腰を振る描写で、セックスとその結末を巧みに表現している。本作は『ローズマリーの赤ちゃん』の翻案でもあるため、若い女性と悪魔の子作り描写はストーリー上、不可欠な要素であり、物語の軸と視覚的なアクセントの両方を備えています」とクリスは書き、「悪魔崇拝、カルト教団、そして衰退したかに思えたイタリアン・グラインド・シネマのその後の発展を示す好例として、『デモンズ4』はとても楽しい作品です」と締めくくった。
『ブラッディ・ディスガスティング』のダニエル・ボールドウィンは「簡単なあらすじからも分かる通り、『デモンズ4』には『ローズマリーの赤ちゃん』を彷彿とさせる要素が散りばめられている。前作『デモンズ3』にも『ローズマリーの赤ちゃん』の１シーンを再現したような、若い女性と悪魔の子作りの描写があり、ポランスキー監督作品がソアヴィの試金石になっているのは明らかだろう」と書いた。「映画後半で行なわれる反キリスト誕生の儀式は、H・P・ラヴクラフトの要素が加えられ、味わい深い。ラヴクラフト的な触手を持つ怪物ではないものの、幻想的な生き物は出てくる。サタンか、それに属する地獄の使者が大きな鳥の姿で現われ、ミリアムと獣姦行為をする。サタンが鳥に変身する前に、巨根を持つ人型のシルエットが壁に映る。まぁ、そういう大きな出来事が起こるのだ」と、ボールドウィンは総括している。
『KICKING THE SEAT』のイアン・シモンズは、「『デモンズ4』はポランスキーと、もちろんアルジェントを模倣しているにも関わらず、見どころは沢山ある。その意味を理解するのに何日もかかるかも知れないが、味わい深いほどに曖昧な結末こそが見どころなのだ」と作品の難解さと奥深さに触れた。「ソアヴィとロモリの脚本は地下貯水槽の青い水、人身御供、そしてミリアムの肥沃な子宮を使ってベルゼブブの子を誕生させようとする。 本作の悪魔は黒い羽根に覆われた蘇った死者、あるいは地下室の壁に移る影として顕現する。あなたがどこに注目すべきか分かっていれば、悪魔の男根が勃起して行く様子をリアルタイムで見られるはずだ」と書いている。
『Blasphemous Tomes』のライター、スコット・ドーワードは「物語が進むにつれ、悪魔崇拝者たちがこの世に反キリストを誕生させる陰謀を企て、ミリアムは長年その計画の中心にいたことが明らかになる。彼女はこの恐ろしい運命から逃れることができるのか？ そしてなぜ悪魔は黒いコウノトリの姿で現れるのだろうか？ ネタバレを回避するために詳細は書かないが、ミリアムが悪魔と反キリストの子を作っている性描写はあります。ただ、あまりにもシュールな光景で別世界の出来事を見ているかのようだ」と仄めかした。コウノトリに妊娠や赤ん坊のイメージが持たされたのはいつか、起源を辿るのは難しいが、最も古い文献はギリシア神話にあるという。出産の神ヘラが、夫ゼウスと不貞行為をしていたゲラナに嫉妬して、ゲラナをコウノトリ（一説には鶴）に変えてしまい、嘆き悲しんだゲラナは布で包んだ我が子を嘴に咥えて飛び去った。これを古代ギリシア人が絵に描いて残したことから、子供を作る方法を教えるには早すぎる幼い子に、世の大人たちが“赤ちゃんはコウノトリが運んでくる”と神話を使って教えたという説がある。
また、大きくて白いコウノトリは純潔の象徴とも言われているため、『デモンズ4』でミリアムに反キリストの種付けをする悪魔は、黒いコウノトリのイメージで現れるとも捉えられる。
『QNetwork』のジェームズ・ケンドリックは、『デモンズ4』がアルジェントの多くの作品同様に、物語は筋書きを支える最低限の要素が提示されるだけで、シュールなショット、恐ろしい場面を盛り込んで、幻想的な靄（もや）の中で行なわれているようだと指摘した。その上で「ケリー・カーティスは魅力的で好感の持てる主人公を演じており、これはソアヴィの前2作品に欠けていた部分だ。特に『デモンズ3』の登場人物全員は、様々な意味で我慢ならないキャラクターだった。ソアヴィは話の最終地点がどうなるかを曖昧にしたまま映画を進めるが、古代の邪悪が潜む場所が井戸の底という、あまりにも馴染み深いネタを扱っているため、その種明かしは少々物足りなく感じる。それでも犠牲と復活の両方を描くソアヴィの演出と奇妙なクライマックスは不思議な魅力を持っている」と高く評価している。
SFホラー映画批評サイト『We Have Issues』は「難解なイタリアのホラー映画によくあることだが、ルチオ・フルチの作品ほどではないにせよ、『デモンズ4』は観客を困惑させるだろう。もっとも不可解なのは、好色な悪魔とミリアムのセックス描写で、その悪魔はコウノトリの姿で現れることだ。物語の大部分は論理的な意味を持たないので、何が起きているのかを問おうとせずに、何かが起こっていることを楽む作品だ。記憶に残る素晴らしいシーンはあるが、ユーロホラーの初心者には空虚に感じるかも知れない」と評した。